# Veľké Turovce
Veľké Turovce (em húngaro: Nagytúr) é um município da Eslováquia, situado no distrito de Levice, na região de Nitra. Tem 9,19 km² de área e sua população em 2018 foi estimada em 749 habitantes.

## Demografia
| Ano:        | 1994 | 2004   | 2014   | 2024   |
| ----------- | ---- | ------ | ------ | ------ |
| Broj ljudi: | 822  | 806    | 750    | 749    |
| Razlika:    |      | -1,94% | -6,94% | -0,13% |

| Ano:               | 2023 | 2024   |
| ------------------ | ---- | ------ |
| Número de pessoas: | 742  | 749    |
| Diferença:         |      | +0,94% |